# Teoría de solución de Flory-Huggins

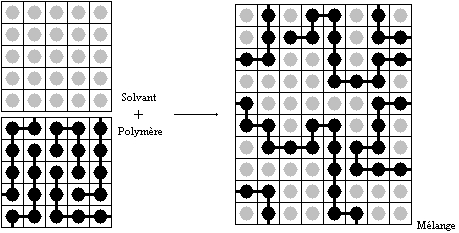
Mezcla de polímeros y disolvente en una retícula

La teoría de solución de Flory-Huggins es un modelo matemático de la termodinámica de soluciones de polímeros que tiene en cuenta la gran disimilitud de los tamaños moleculares y adapta la expresión habitual para la entropía de mezclas. El resultado es una ecuación para el cambio de energía libre de Gibbs ΔĢm de mezclar un polímero con un disolvente. A pesar de que incluye supuestos simplificadores, genera resultados útiles para interpretar determinados experimentos.

## Teoría
La ecuación termodinámica para el cambio de energía de Gibbs que acompaña al mezclado a temperatura y a presión constantes es
ΔGm = ΔHm - TΔS
Un cambio, denotado por Δ, es el valor de una variable para una disolución o mezcla, menos los valores de los componentes puros considerados por separado. El objetivo es encontrar fórmulas explícitas para ΔHm y ΔSm, los incrementos de entalpía y entropía asociados con el proceso de mezclado.
El resultado obtenido por Flory y Huggins es
{\displaystyle \Delta G_{m}=RT[\,n_{1}\ln \phi _{1}+n_{2}\ln \phi _{2}+n_{1}\phi _{2}\chi _{12}\,]\,}
El lado derecho de la igualdad es una función del número de moles {\displaystyle n_{1}} y de la fracción volumétrica {\displaystyle \phi _{1}} del disolvente (componente 1), el número de moles {\displaystyle n_{2}} y la fracción volumétrica {\displaystyle \phi _{2}} del polímero (componente 2), con la introducción de un parámetro {\displaystyle \chi } para tener en cuenta la energía necesaria para dispersar el polímero y las moléculas del disolvente. {\displaystyle R} es la constante de los gases ideales y {\displaystyle T} es la temperatura absoluta. La fracción volumétrica es análoga a la fracción molar, pero es obtenida para tener en cuenta las medidas relativas de las moléculas. Para una concentración de soluto pequeña, se utilizan las fracciones de mol, y es esta modificación la innovación obtenida por Flory y Huggins. En el caso más general, el parámetro de mezclado {\displaystyle \chi } indica la energía libre, incluyendo así un componente entrópico.

## Demostración
Primero se calcula la entropía de mezclado, el aumento en la incertidumbre sobre las ubicaciones de las moléculas cuando son dispersadas. En las fases condensadas puras —solvente y polímero— en cualquier parte observada se encuentra una molécula. Naturalmente, cualquier idea de "encontrar" una molécula en una ubicación dada es un experimento mental, dado que no es posible determinar ubicaciones espaciales de las moléculas. La expresión para la entropía de mezclado de moléculas pequeñas en términos de fracciones molares ya no es razonable cuando el soluto es una cadena macromolecular. Así que se toma en cuenta esta disimilitud en tamaños moleculares, asumiendo que segmentos de polímero individual y las moléculas de disolvente individuales ocupan sitios en una retícula. Cada lugar está ocupado por exactamente una molécula del solvente o por un monómero de la cadena de polímero, así que el número total de lugares
{\displaystyle N=N_{1}+xN_{2}\,}
siendo {\displaystyle N_{1}} el número de moléculas de solvente y {\displaystyle N_{2}} el número de moléculas de polímero, y donde cada uno tiene {\displaystyle x} segmentos.
Utilizando la mecánica estadística, es posible calcular el cambio de entropía, el aumento de incertidumbre espacial, como resultado de mezclar soluto y solvente.
{\displaystyle \Delta S_{m}=-k[\,N_{1}\ln(N_{1}/N)+N_{2}\ln(xN_{2}/N)\,]\,}
donde {\displaystyle k} es la constante de Boltzmann. Definiendo las fracciones volumétricas de la retícula {\displaystyle \phi _{1}} y {\displaystyle \phi _{2}}
{\displaystyle \phi _{1}=N_{1}/N\,}
{\displaystyle \phi _{2}=xN_{2}/N\,}
También existe la probabilidad de que un lugar de la retícula dado, escogido al azar, este ocupado por una molécula de solvente o un segmento de polímero, respectivamente. Entonces
{\displaystyle \Delta S_{m}=-k[\,N_{1}\ln \phi _{1}+N_{2}\ln \phi _{2}\,]\,}
Para un soluto pequeño cuyas moléculas ocupan justo un lugar de la retícula, {\displaystyle x} equivale a uno, las fracciones volumétricas se reducen a fracciones moleculares o molares, y se obtiene la ecuación habitual de la teoría de mezclado ideal.
Además del efecto entrópico, se puede esperar un cambio de entalpía. Se deben considerar tres interacciones moleculares: solvente-solvente {\displaystyle w_{11}}, monómero-monómero {\displaystyle w_{22}} (no la vinculación covalente, pero si entre secciones de cadena diferente), y monómero-solvente '{\displaystyle w_{12}}. Cada una de estas últimas se produce a expensas de la media de las otras dos, así que el incremento de energía por el contacto de monómero-solvente es
{\displaystyle \Delta w=w_{12}-{\begin{matrix}{\frac {1}{2}}\end{matrix}}(w_{22}+w_{11})\,}
El número total de tales contactos es 
{\displaystyle xN_{2}z\phi _{1}=N_{1}\phi _{2}z\,}
donde {\displaystyle z} es el número de coordinación, el número de vecinos más cercanos para un lugar de la retícula, cada uno ocupado bien por un segmento encadenado o bien por una molécula de solvente. Entonces, {\displaystyle xN_{2}} es el número total de segmentos de polímero (monómeros) en la solución, así que {\displaystyle xN_{2}z} es el número de lugares vecinos cercanos a todos los segmentos de polímero. 
Multiplicando por la probabilidad {\displaystyle \phi _{1}} de que cualquier lugar esté ocupado por una molécula de solvente, se obtiene el número total de interacciones moleculares polímero-solvente. Se realiza una aproximación siguiendo la teoría de campo medio por este procedimiento, reduciendo así el complejo problema de muchas interacciones a un problema más sencillo de una interacción.
El cambio de entalpía es igual al cambio de energía por la interacción de un polímero de monómero-solvente multiplicada por el número de tales interacciones
{\displaystyle \Delta H_{m}=N_{1}\phi _{2}z\Delta w\,}
El parámetro de interacción polímero-solvente chi está definido como
{\displaystyle \chi _{12}=z\Delta w/kT\,}
y depende de la naturaleza del solvente y del soluto, y es el único parámetro material específico concreto en el modelo. El cambio de entalpía se convierte en
{\displaystyle \Delta H_{m}=kTN_{1}\phi _{2}\chi _{12}\,}
Reuniendo términos, el cambio de energía libre total es
{\displaystyle \Delta G_{m}=RT[\,n_{1}\ln \phi _{1}+n_{2}\ln \phi _{2}+n_{1}\phi _{2}\chi _{12}\,]\,}
donde se convierte la expresión desde {\displaystyle N_{1}} y {\displaystyle N_{2}} moléculas a {\displaystyle n_{1}} y {\displaystyle n_{2}} moles, transfiriendo el número de Avogadro {\displaystyle N_{A}} a la constante de los gases ideales {\displaystyle R=kN_{A}}.
El valor del parámetro de interacción puede ser estimado a partir de los parámetros de solubilidad de Hildebrand {\displaystyle \delta _{a}} y {\displaystyle \delta _{b}}
{\displaystyle \chi _{12}=V_{seg}(\delta _{a}-\delta _{b})^{2}/RT\,}
donde {\displaystyle V_{seg}} es el volumen real de un segmento de polímero.
Este tratamiento no intenta calcular la entropía conformacional de plegado para cadenas de polímero. La conformacion de (incluso) los polímeros amorfos cambiará cuando pasan a una solución, y los polímeros más termoplásticos también poseen regiones laminares cristalinas que no pasan a la solución como cadenas separadas. Estos fenómenos están acompañados por cambios de energía y entropía adicionales.
En el caso más general, la interacción {\displaystyle \Delta w} y el consiguiente parámetro de mezclado, {\displaystyle \chi }, es un parámetro de energía libre, incluyendo así un componente entrópico. Esto significa que aparte de la entropía regular de mezclado, hay otra contribución entrópica de la interacción entre solvente y monómero. Esta contribución es a veces muy importante para hacer predicciones cuantitativas de propiedades termodinámicas. Existen teorías de soluciones más avanzadas, como la teoría de Flory-Krigbaum.

## Separación de fase líquido-líquido
Los polímeros pueden separarse del solvente y hacerlo de manera característica. La energía libre de Flory-Huggins por unidad de volumen, para un polímero con {\displaystyle N} monómeros, se puede escribir en una forma simple sin dimensiones
{\displaystyle f={\frac {\phi }{N}}\ln \phi +(1-\phi )\ln(1-\phi )+\chi \phi (1-\phi )}
siendo {\displaystyle \phi }la fracción de volumen de monómeros, y {\displaystyle N\gg 1}. La presión osmótica (en unidades reducidas) es {\displaystyle \Pi =\phi /N-\ln(1-\phi )-\phi -\chi \phi ^{2}}.
La solución de polímero es estable con respecto a pequeñas fluctuaciones cuando la segunda derivada de esta energía libre es positiva. Esta segunda derivada es
{\displaystyle f''={\frac {1}{N\phi }}+{\frac {1}{1-\phi }}-2\chi }
y la solución primero se vuelve inestable, y entonces esta y la tercera derivada {\displaystyle f'''=-1/(N\phi ^{2})+1/(1-\phi )^{2}} son ambas iguales a cero. Un poco de álgebra muestra que la solución de polímero, primero se vuelve inestable en un punto crítico en
{\displaystyle \chi _{CP}\simeq 1/2+N^{-1/2}+\cdots ~~~~~~~~\phi _{CP}\simeq N^{-1/2}-N^{-1}+\cdots }
Esto significa que para todos los valores de {\displaystyle 0<\chi \lesssim 1/2} la interacción efectiva monómero-solvente es débilmente repulsiva, pero este efecto es demasiado débil para causar la separación líquido/líquido. Sin embargo, cuando {\displaystyle \chi >1/2}, hay separación en dos fases coexistentes, una más rica en polímero pero más pobre en solvente, que la otra.
La característica inusual de la separación de fase líquido/líquido es que es altamente asimétrica: la fracción de volumen de monómeros en el punto crítico es aproximadamente {\displaystyle N^{-1/2}}, que es muy pequeña para polímeros grandes. La cantidad de polímero en la fase coexistente rica en polímero/pobre en solvente es extremadamente pequeña con polímeros largos. La fase rica en solvente está cerca del solvente puro. Esto es peculiar de los polímeros, una mezcla de moléculas pequeñas puede aproximarse usando la expresión de Flory-Huggins con {\displaystyle N=1}, y luego {\displaystyle \phi _{CP}=1/2}, estando ambas fases coexistentes lejos de ser puras.